# Prunéřovské údolí
Prunéřovské údolí je údolí v Krušných horách, táhnoucí se od Prunéřova podél Prunéřovského potoka k hradu Hasištejn a následně podél potoka výše. Roste zde řada památných stromů (smrk ztepilý) a u skalního útvaru Kokrháč chráněná medvědice lékařská. Také se zde nachází 8 metrů vysoký Kýšovický vodopád, přístupný po přebrodění potoka a obejití skalního ostrohu. Místy jsou zřetelné zbytky po důlní činnosti, většinou v podobě vchodů do šachet ze 13.–18. století.